# John Penry
John Penry (* 1563 in Brecknockshire, Cefn Brith bei Llangammarch; † 29. Mai 1593) war ein Protestant und Märtyrer von Wales.

## Leben

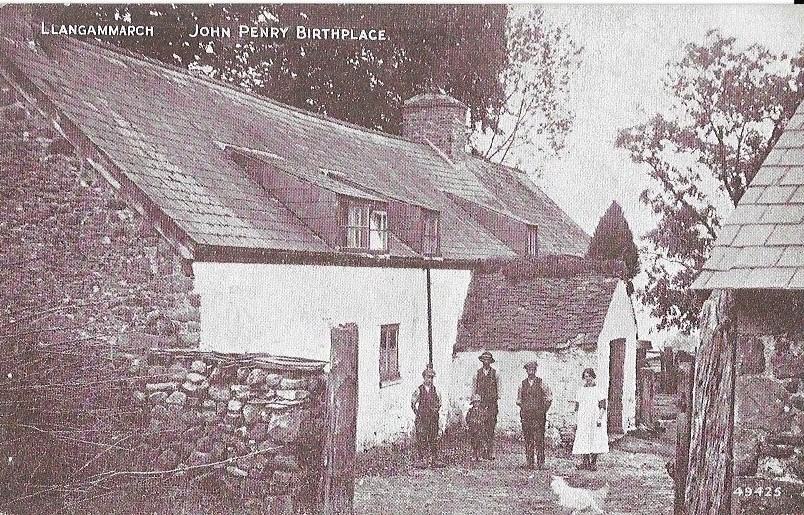
Geburtsort von John Penry

Er wurde in Brecknockshire nahe Llangammarch geboren und immatrikulierte etwa mit Christopher Marlowe im Dezember 1580 in Peterhouse, Cambridge und war zu dieser Zeit wahrscheinlich Katholik; er wurde aber bald ein überzeugter Protestant mit starken puritanischen Tendenzen. Nach Absolvierung seines B.A. zog er nach St. Alban’s Hall, Oxford, um dort im Juli 1586 sein M.A. zu erhalten. Er suchte dort nicht die Priesterweihe, sondern wurde als „University Preacher“ lizenziert.
Wenige Hinweise sind über seine Predigtreisen in Wales bekannt, sie müssten sich am ehesten innerhalb einiger Monate 1586 bis Herbst 1587 ereignet haben. Wegen seiner Fähigkeit zu predigen ist er auch als Telyn Cymru (the Welsh Harp) bekannt geworden. 1562 hatte ein „Parlamentarisches Gesetz“ die Erlaubnis erwirkt, dass die Bibel in die keltische Sprache übersetzt werden darf; das Neue Testament kam im Jahre 1567 heraus, aber die gedruckte Auflage war gering geblieben und es gab kaum ein Exemplar für jede Gemeinde. Erzürnt über diese Tatsache veröffentlichte Penry 1587 im Namen der Grafschaft von Wales A Treatise containing The Æquity of an Humble Supplication, dass das Evangelium in keltischer Sprache zelebriert werde (that some order may be taken for the preaching of the Gospel among those people). Erzbischof John Whitgift, verärgert über diese Kritik, ließ ihn vor die „High Commission“ zitieren und inhaftierte ihn für einen Monat. Nach seiner Haftentlassung heiratete Penry eine Frau aus Northampton, wo er einige Jahre lebte. Mit der Unterstützung von Sir Richard Knightley half er bei der Errichtung von Robert Waldegraves Druckerpresse, die ca. ein Jahr (1588) arbeitete. In der Folge wurde die Druckpresse an verschiedenen Stellen in Warwickshire u. a. in East Moulsey (Surrey), Fawsley (Northamptonshire), Coventry aufgestellt und kam schließlich im August 1589 nach Manchester. Auf dieser Druckerpresse wurde sowohl Penry’s Exhortation to the governours and people of Wales, and View of ... such publike wants and disorders as are in the service of God ... in Wales als auch Martin Marprelates Traktate gedruckt. Manche Autoren haben John Penry hinter „Martin Marprelate“ vermutet. Heute wird allerdings mehrheitlich Throkmorton als Verfasser dieses Pamphlets gesehen.
Im Januar 1590 wurde sein Haus in Northampton durchsucht und Manuskripte beschlagnahmt. Penry gelang es, nach Schottland zu entfliehen. Dort veröffentlichte er verschiedene Traktate und die Übersetzung eines bekannten theologischen Werkes Theses Genevenses. Nach einem Aufenthalt von etwa drei Jahren in Schottland entschloss er sich 1592 zur Rückkehr nach England, insbesondere um das Evangelium in Keltischer Sprache zu verkünden. Dort lernte er die Unabhängigen kennen und trat der Separatisten Kirche in London unter Henry Barrowe bei, der er zunächst seinen Priesterdienst versagte, obwohl er nach Verhaftung des Ministers Francis Johnson und John Greenwoods offenbar ein regelmäßiger Prediger wurde.

## Verhaftung und Hinrichtung
Im März 1593 wurde er verhaftet und in das Poultry Compter Gefängnis geworfen, wo Anstrengungen unternommen wurden, Gründe für ein Kapitalverbrechen gegen ihn zu „erfinden“. Nachdem dies nicht gelungen war, wurde eine Anklage wegen Verführung (Sedition) auf Grund eines aufgefundenen harschen und anklagenden Petitions-Entwurfes an Königin Elisabeth I. konstruiert, den man zwischen seinen privaten Papieren gefunden hatte, der aber nie veröffentlicht oder irgendwo präsentiert worden war.
Am 25. Mai 1593 wurde er durch die Queen’s Bench verurteilt. Sein um mehrere Tage hinausgeschobenes Ende kam unerwartet, als er am 29. Mai während des Mittagessens informiert wurde, dass er am gleichen Tag zu ungewöhnlicher Stunde 5 p.m. erhängt werde, wobei die Unterschrift seines alten Feindes, des Erzbischofs von Canterbury John Whitgift zusammen mit den Herren John Puckering and Popham, dem Lord Keeper und Lord Chief Justice, auf diesem Ermächtigungsschreiben zu lesen war. Penry hatte vor seinem Tode aus dem Gefängnis noch Briefe an Lord Burghley und Essex geschrieben.

“….in the midst of his meal, Penry without ceremony was hurried on to his hurdle and dragged to St. Thomas a Watering, where a gallows stood waiting its next victim. Having arrived there, Penry found no friend among the sprinkling of people who saw the grim cortege pass, and were drawn to the scene by their morbid curiosity. It was part of [Whitgift’s] mean design to have none of the condemned man’s friends present; and in any case, peremptory orders were issued to deny him the ordinary courtesy of the times, an opportunity at the gallows to bid farewell to the world, profess his innocence and loyalty”

„…. mitten in der Mahlzeit wurde Penry ohne Zeremonie nach St. Thomas-a-Watering geschleppt, wo ein Galgen auf sein nächstes Opfer wartete. Dort angekommen, fand Penry keinen Freund unter den wenigen Menschen, die den grimmigen Zug vorbeiziehen sahen und von ihrer morbiden Neugierde zu der Szene hingezogen wurden. Es gehörte zu [Whitgifts] bösem Plan, dass keiner der Freunde des Verurteilten anwesend sein sollte; und auf jeden Fall wurde der ausdrückliche Befehl erteilt, ihm die übliche Höflichkeit der Zeit zu verweigern und ihm am Galgen Gelegenheit zu geben, sich von der Welt zu verabschieden, seine Unschuld und Loyalität zu bekennen“

Seine Ketten wurden entfernt und er wurde auf einem Flechtwerk durch die engen Straßen von St.Thomas at Watering (wenige Meilen von Deptford, dem Ort des Todes von Christopher Marlowe am Folgetage, dem 30. Mai 1593) geschleift und unter freiem Himmel erhängt. Weder seiner Frau Eleanor noch seinen vier Töchtern „Deliverance, Comfort, Safety und Sure-Hope“, denen er zum Schluss je eine Bibel übereignete, war es erlaubt, anwesend zu sein. Niemand weiß, wo er begraben wurde. Zu seinem Andenken wurde im Kirchhof von St. Cadmark, Llangammarch Wells von der örtlichen Bildhauerin Elisabeth Yeomans eine Statue John Penrys errichtet.
Die ungeklärte, um vier Tage verzögerte Aufschiebung der Hinrichtung (29. Mai 1593), der ungewöhnliche späte Zeitpunkt der Hinrichtung am Nachmittag (17 Uhr), der Tod von Christopher Marlowe innerhalb von 24 Stunden (30. Mai 1593), die absolute Heimlichkeit der öffentlichen Hinrichtung ohne Beisein der Familie und die offizielle Verantwortlichkeit für beide Leichname (Penry und Marlowe) durch William Danby, The Coroner of the Queens Houshold haben zur Entwicklung der wissenschaftlich nicht-akzeptierten sogenannten Marlowe-Theorie beigetragen. Der Biograph von Lord Burghley Conveyer Read geht davon aus, dass Burghley den Erzbischof John Whitgift nicht nur zurechtwies, sondern alles versuchte, was in seiner Macht stand, das Leben von John Penry (ebenso wie das von Henry Barrowe und John Greenwood) zu retten.

## Schriften
- Biographical List of the Writings of John Penry. In: John Penry: The Aequity of an humble supplication (1587). Reprinted from the copy in the British Museum and edited with a preface by Alexander J. Grieve. Congregational Historical Society, London 1905, S. XIII–XV.

- A treatise containing the aequity of an humble supplication. Barnes, Oxford 1587.
- An Exhortation vnto the Gouernours and People of her Maiesties countrie of Wales. Printed by Robert Waldegrave, London 1588.